# Суркова, Любовь Александровна
Любовь Александровна Суркова (род. 10 июля 1949, Магадан, Хабаровский край) — советский и российский журналист, краевед, кандидат философских наук, редактор телевизионных программ на канале «Россия-1» «Дон-ТР». Заслуженный работник культуры Российской Федерации, заслуженный деятель Всероссийского музыкального общества. Член Союза журналистов СССР (1979) и Союза театральных деятелей России.

## Биография
Родилась 10 июля 1949 года в городе Магадане в семье лётчика и учительницы. В 1973 году окончила Ростовский государственный университет (отделение журналистики филологического факультета).
Была редактором район, радиовещания в Азове, с 1978 года работает на Ростовском телевидении, редактор государственной телерадиокомпании «Дон-ТР». С 1995 года — главный редактор художественно-развлекательных программ, является автором и ведущим около 2000 передач, которые вышли на телеканалах «Россия 1», «Россия 24», телеканале «Культура», а также 28 лет является руководителем программы о донской культуре «Провинциальный Салон». Многие годы занимается преподавательской деятельностью, работает в Южном федеральном университете.
Автор краеведческих издательских проектов: «Это мой город», «Прогулка по любимому городу из XVIII в XXI век», трёх изданий проекта «Наши», документальных фильмов — «Страсти по Шолохову», «Родная моя и милая» (о М .А. Шолохове), «Конспект сотворения мира» (о В. А. Закруткине), «Портрет атамана в исторических декорациях», «Единица хранения», «Казачьи версты 1812 года», «Парадоксы профессора с берегов Меотиды» (о физике В. И. Тимошенко), «Прогулки по Парижу» (1993), «Однажды, 90 лет спустя» (1995), «Морским судам быть» (1996), «Путешествие за три века» (1999) и других.
Член Союза журналистов СССР и Союза театральных деятелей России, Заслуженный деятель Всероссийского музыкального общества, Заслуженный работник культуры Российской Федерации; Лауреат всесоюзных, всероссийских и международных теле-и киноконкурсов и фестивалей, Премии Донского комсомола, Всесоюзного телефестиваля в Баку, регионального фестиваля телевизионных программ в Алма-Ате.
Живёт в городе Ростове-на-Дону.

## Награды и звания
- Заслуженный работник культуры Российской Федерации
- 2013 — медаль «За доблестный труд на благо Донского края»[4].